# Dom Grecki w Myślenicach
Dom Grecki w Myślenicach – dawny zajazd miejski znajdujący się w Myślenicach w województwie małopolskim.
Obiekt został wpisany do rejestru zabytków rejestru zabytków nieruchomych województwa małopolskiego.

## Historia
Dom został wybudowany pod koniec XVII wieku przy średniowiecznym trakcie do Krakowa, pierwotnie jako budynek parterowy. Pełnił rolę zajazdu, w którym zatrzymywali się kupcy ormiańscy, których miejscowa ludność nazywała Grekami. Do 1969 roku właścicielami była rodzina Gorączków. W latach 1972–1975 przeprowadzono remont z funduszy Wojewódzkiego Konserwatora Zabytków. Od 1979 roku w budynku funkcjonowało Muzeum Regionalne . 
Od 2003 roku, dom jest własnością prywatną.

## Architektura
Barokowo-klasycystyczny dom parterowy nakryty dachem mansardowym z facjatą, przebudowany w 1818 roku przez Stefana Popowicza. Sień nakryta jest sklepieniem żaglastym na gurtach. Pierwsza sala po prawej stronie nakryta jest stropem belkowanym, druga sklepieniem krzyżowym. Pod koniec XIX wieku w trzeciej sali urzędował burmistrz Andrzej Marek. Znajduje się w niej piec kaflowy z około 1885 roku, ozdobiony herbami i ornamentami roślinnymi, przeniesiony z dworu w Krzyszkowicach. Kafle pochodzą z Manufaktury majoliki w Nieborowie. Na parterze znajduje się pomieszczenie dawnej wędzarni.